# Kwelder

Animatie van een kwelder gedurende laagwater, eb, vloed en springtij

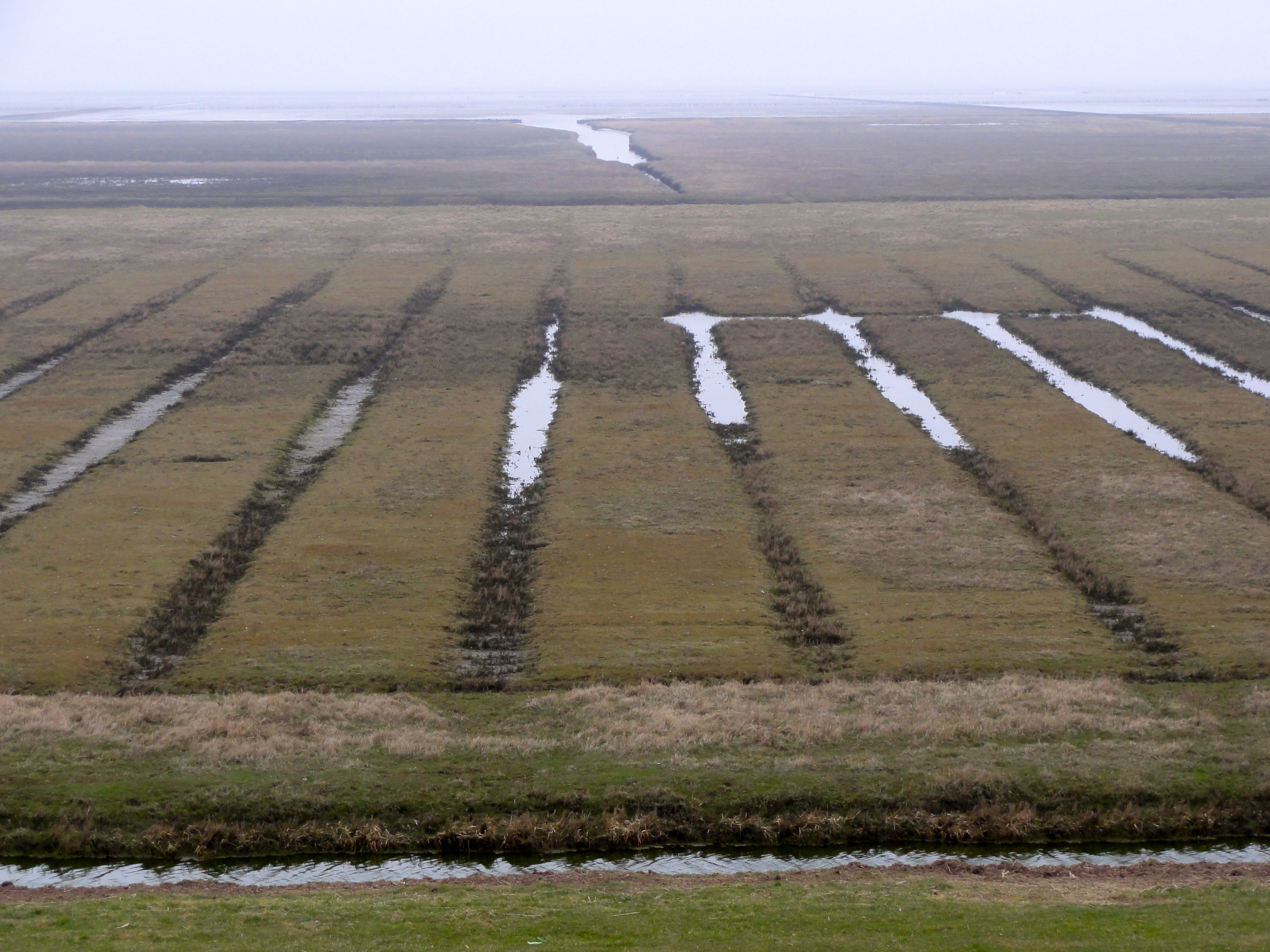
Kwelder in de Waddenzee, ten noorden van Warffum

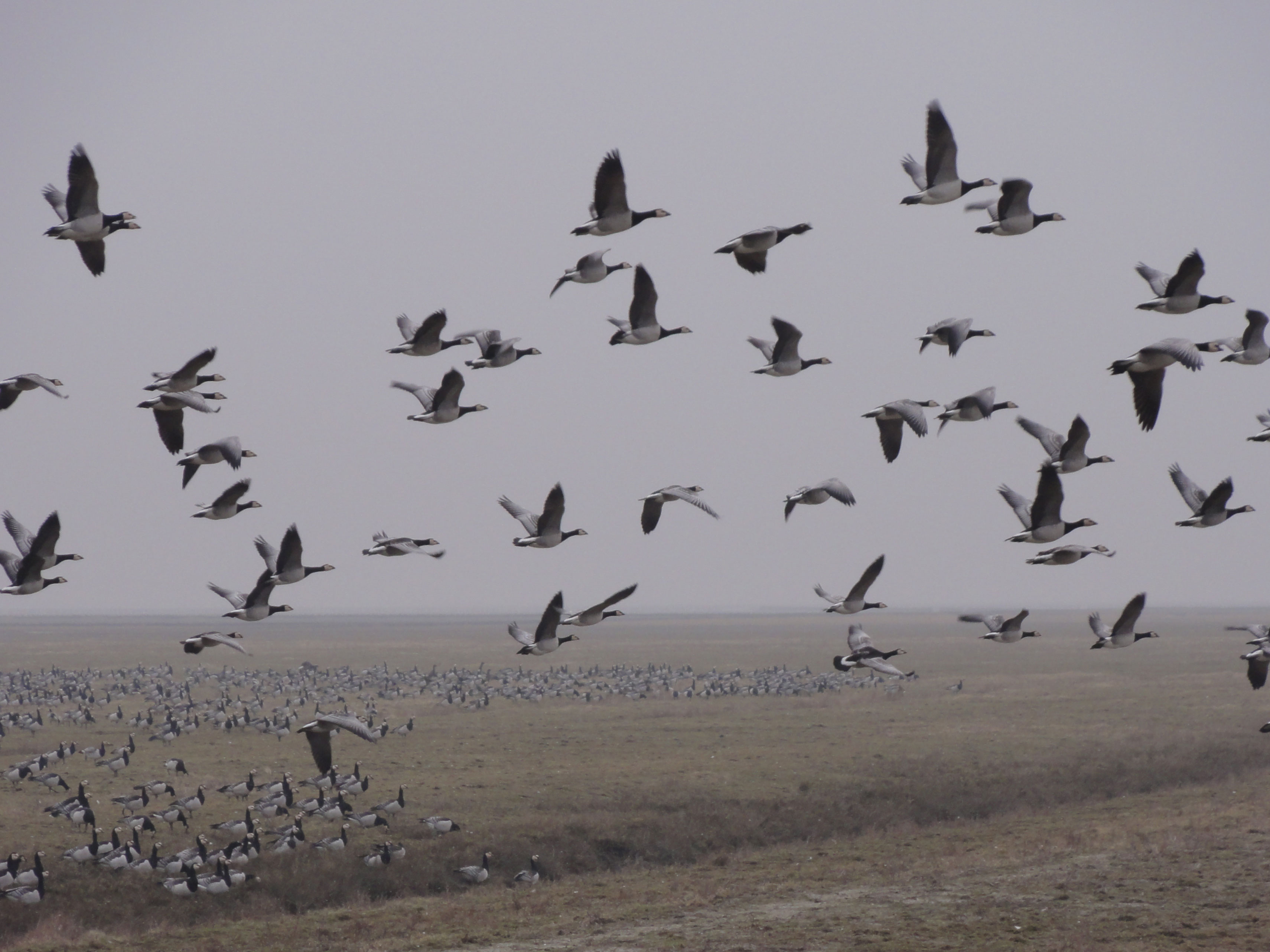
Brandganzen in de kwelder

Een kwelder (regionaal: gors, groeze/groes, schol, schor of schorre, in vertaalde teksten ook zoutmoeras) is een begroeide buitendijkse landaanwas die bij een gemiddeld hoogwater niet meer onderloopt. De plantengemeenschap die op een kwelder kan ontstaan is Puccinellion maritimae (zilte graslanden).  
Kwelders worden gedomineerd door een dichte vegetatie van halofyten (zout-tolerante planten) zoals kruiden, grassen en lage struiken. Dat zijn in oorsprong landplanten en zij zijn essentieel voor de stabiliteit van de kwelder omdat ze sedimenten vasthouden. Kweldergebieden spelen een grote rol in het aquatische voedselweb en in de nutriëntenafvoer naar de territoriale wateren. Daarnaast onderhouden kwelders verschillende landdieren en migrerende vogels en zorgen ze voor kustbescherming. 
De recente en dikwijls misleidende term zoutmoeras is een anglicisme, ontleend aan het Engelse salt marsh. Hij moet niet verward worden met het Engelse salt swamp (mangrove) of het Franse marais salants (kwelders met zoutpannen). In het Duits spreekt men over Salzwiese (kwelderweide). De term zoutmoeras komt weliswaar voor in 19e- en 20e-eeuwse Nederlandse teksten, maar uitsluitend om zoutpannen dan wel zoutmeren of zoutwatermoerassen (Engels: inland salt marsh) aan te duiden. Ook zoute kustvlakten, Arabisch sabkha) kunnen als zoutmoeras worden aangeduid.
Kwelders worden in Nederland - samen met het polderland - gerekend tot het zeekleilandschap. 

## Landschapsvorming
Alleen bij erg hoge waterstanden komt de kwelder blank te staan. De term wordt ook wel gebruikt voor een onbedijkte aangeslibde kleibank. Het grootste aaneengesloten brakwater-schorrengebied van Europa is het Verdronken Land van Saeftinghe, en is deels in Zeeuws-Vlaanderen en deels in Oost-Vlaanderen gelegen.
Bij het onderlopen van een slik tijdens vloed blijft er telkens wat nieuwe modder liggen wanneer het water wegloopt. Hierdoor ontstaat de kwelder, die langzaam maar zeker steeds droger wordt. De laagste delen van een kwelder worden gevormd door geulen, slenken, prielen en kreken. Een kwelderwal is een hoger gelegen deel van een kwelder, waar bij overstromingen vaak grover materiaal werd afgezet. Een voorbeeld hiervan zijn de kwelderwallen van de oude Middelzee in Friesland. De kwelderwallen zijn te herkennen doordat hierop de dorpen ontstonden. Bijvoorbeeld de gordel van de dorpen Hijum, Hallum, Marrum, Ferwerd, Blija en Holwerd. Kwelderwallen worden verder gekenmerkt door akkerbouw omdat de grond lichter (zandiger) is dan de overige kweldergronden.

## Ecologisch belang
Kwelders zijn een van de belangrijkste voedsel-, rust- en broedterreinen van vele soorten wad- en zeevogels. Ook veel vis paait aan de randen van de kwelders. De zoutwatermoerassen zijn een kraamkamer voor veel vis. Op de hoger gelegen delen die nog zelden onder water komen, leven in het supralittoraal twee voor dit biotoop heel karakteristieke slakkensoorten: het gewoon muizenoortje en grays kustslakje. Zij prefereren vochtige kleibodems met algengroei en een vegetatie van bijvoorbeeld lamsoor, vooral op oeverwallen langs slenken. Beide soorten leven weliswaar op het land maar hebben zeewater voor hun voortplanting nodig omdat daar de eieren in gelegd worden. Hiervoor is echter een plasje van enkele centimeters diep al voldoende. In lagere delen die bij vloed wel onderlopen zijn in de kleiige delen van de slenken de brakwaterkokkel en de platte slijkgaper te vinden terwijl in nog lagere delen met onrustiger water daar nonnetje, kokkel, witte dunschaal en tere dunschaal bij komen.
Kenmerkende planten van de kwelders zijn zeekraal, lamsoor, Engels slijkgras, kweldergras, zilte rus, rood zwenkgras, zulte, schorrenkruid, strandkweek, heen, zeegroene ganzenvoet, zeeweegbree en schorrenzoutgras.

## Waterstaatkundig belang
Wanneer golven in ondiep water komen treedt golfbreking op. De golven worden dus lager. Een dijk op ondiep water wordt dus belast door lagere golven, en deze geven minder golfoploop. Hierdoor hoeft de dijk dus minder hoog te worden. De waterstand blijft door een ondiep voorland natuurlijk wel hetzelfde. Door de lagere golven kan de dijkbekleding ook iets lichter uitgevoerd worden, maar de kostenbesparing daardoor is niet zo groot. 
Daarnaast komen er door het ondiepe voorland ook minder diepe geulen pal langs de kust, waardoor de noodzaak van een teenvoorziening bij de dijk ook minder groot is.
Rond  2002 is bij Tollesbury in Essex (Engeland) een zeedijk niet verhoogd maar doorgestoken waardoor de kreken en kwelders zich konden herstellen. Hier moest men kiezen tussen miljoenen ponden uitgeven aan het versterken van een dijk, of een beperkte hoeveelheid land overgeven aan de natuur. Feitelijk is hier een inlaag gemaakt.